# Бирол
 Тази статия е за името.  За турския икономист вижте Фатих Бирол.  
Бирол е мъжко име, характерно за представителите на турския етнос.
Етимологията на името предполага две значения – „бъди уникален“ и „единствен син“
Звателна форма на името — Бироле
Умалителна форма на името — Биролчо, Биролски, Боби